# 神奈川県立小田原東高等学校
神奈川県立小田原東高等学校（かながわけんりつ おだわらひがしこうとうがっこう）は、神奈川県小田原市に所在する公立高等学校。
2017年4月にこれまでの総合ビジネス科に加えて普通科を新設。それに伴い、名称を小田原総合ビジネス高等学校から改称した。

## 設置学科・系
- 総合ビジネス科：2年次より「系」に分かれる。
  - 会計系
  - 情報系
- 普通科：2017年4月設置。

## 沿革
- 2008年4月 - 神奈川県立小田原城東高等学校と神奈川県立湯河原高等学校を統合し、神奈川県立小田原総合ビジネス高等学校開校。総合ビジネス科を設置。
- 2017年4月 - 神奈川県立小田原東高等学校に改称。普通科を併置。

## 交通
- 小田原駅（東海道新幹線・JR東日本東海道線・小田急小田原線・小田急箱根鉄道線・伊豆箱根鉄道大雄山線）から、箱根登山バス「国府津駅」行きで10分「小田原東高校前」下車 徒歩1分

## 著名な出身者
- 寺川里奈 - 女優、モデル
- 有澤七星 - 動画クリエーター、TikToker

### 学校統合前の著名な出身者
- 内山理名 - 女優（芸能活動の関係で中退し、二階堂高等学校へ転校）
- 松田直樹 - 元プロボクサー、WBC世界フェザー級タイトル挑戦者決定戦出場者